# Паранойя (песме)
Паранойя (срп. Параноја) је првa песма са албума Паранойя руског музичара Николаја Носкова.

## О песми
Песма је настала 1998. године када је Носков почео да ради на свом другом албуму. Слушалац га је позвао и замолио да напише песму за радио, неки брзи хит, који би се бавио мање озбиљним темама. Он је написао песму и рекао да се зове Паранойя, што је веома лош назив за будући хит. Но упркос томе, песма је ипак постала хит. Текст има еротске теме, и током песме се могу чути еротски уздаси. За ову песму Носков је освојио награду "Златен Грамофон".

## Спот
У споту Николај прикупља девојке и креће са њима на плес. Укључени су снимци инсеката, птица и других животиња које се удварају и воде љубав.